# Seanchibtawy Seanchibre

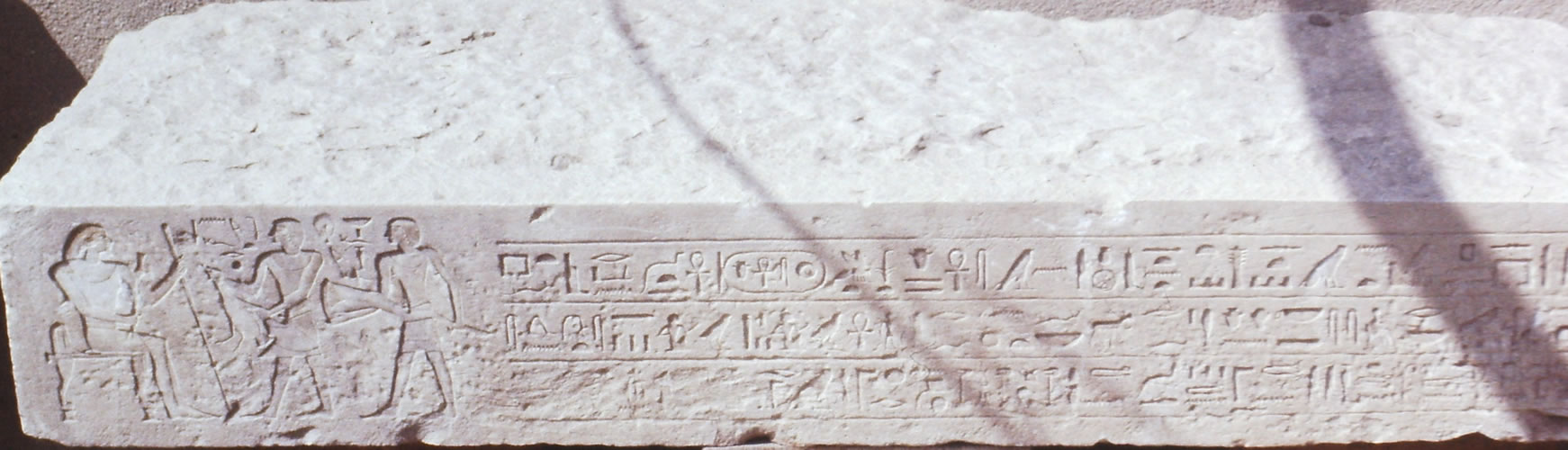
Architrav aus Heliopolis

Seanchibtawy Seanchibre war ein altägyptischer König der 12. Dynastie. Seine genaue Einordnung ist unsicher.
Seanchibtawy Seanchibre ist bisher mit Sicherheit nur von einem einzigen Monument bekannt. Es handelt sich um einen beschrifteten Architrav, der in Heliopolis gefunden wurde und der Inschrift zufolge einst ein Grab dekorierte. Die dreizeilige Inschrift berichtet, dass König Seanchibtawy Seanchibre den Ort für das Grab bereitstellte. Ägyptische Könige hatten normalerweise eine Titulatur, die aus fünf Namen bestand. In dieser Inschrift erscheinen nur zwei Namen: der Horusname Seanchibtawy und der Thronname Seanchibre. Es ist bisher kein anderer König aus dem Mittleren Reich (in das das Monument stilistisch datiert) bekannt, der diese Namenskombination trägt. Es ist deshalb vermutet worden, dass es sich hier um Amenemhet VI., einen Herrscher der 13. Dynastie, handelt. Amenemhet VI. trägt ebenfalls den Thronnamen Seanchibre, ist jedoch mit einem anderen Horusnamen belegt. Es wurde vermutet, dass Amenemhet VI. seinen Horusnamen änderte. Neuere Untersuchungen machen es jedoch wahrscheinlich, dass Seanchibtawy Seanchibre in die 12. Dynastie datiert. Stilistisch und wegen der Schreibung gewisser Zeichen passt das Monument besser in die 12. Dynastie. Seanchibtawy Seanchibre wäre demnach ein bisher unbekannter Gegenkönig der frühen 12. Dynastie, oder es handelt sich um einen frühen Namen von Amenemhet I., Sesostris I. oder Amenemhet II.